# Fambach
Fambach è un comune di 2 023 abitanti della Turingia, in Germania.
Appartiene al circondario (Landkreis) di Smalcalda-Meiningen (targa SM) ed è amministrato dal comune amministratore (Erfüllende Gemeinde) di Breitungen/Werra.